# (5053) Chladni
(5053) Chladni (1985 FB2) – planetoida z grupy pasa głównego asteroid okrążająca Słońce w ciągu 3,72 lat w średniej odległości 2,4 j.a. Odkryta 22 marca 1985 roku. Nazwa obiektu pochodzi od Ernsta Chladniego, jednego z pierwszych uczonych uważających meteoryty za ciała pochodzące z kosmosu.